# Eduard Plantagenet
Eduard Plantagenet (Warwick, 21 februari 1474 of 1475 - Londen, 28 november 1499) was van 1485 tot aan zijn dood graaf van Salisbury en van 1492 tot aan zijn dood graaf van Warwick. Hij behoorde tot het huis York.

## Levensloop
Eduard was een zoon van George Plantagenet, hertog van Clarence, uit diens huwelijk met Isabel Neville, dochter van Richard Neville, graaf van Warwick. Hij was ook de neef van de Engelse koningen Eduard IV en Richard III en na de dood van Richard III in 1485 was hij waarschijnlijk de laatste mannelijke nakomeling van het huis Plantagenet. Eduard had drie broers en zussen, maar enkel zus Margaret overleefde de vroege kindertijd. Nadat zijn vader in 1478 wegens hoogverraad werd geëxecuteerd, werden Eduard en zijn zus uitgesloten van de troonsopvolging en in 1483 naar Hutton Castle in Yorkshire verbannen. Desondanks werd hem als opvolger van zijn grootmoeder Anne Beauchamp de titel van graaf van Warwick toegezegd, die hij vanaf 1492 uitoefende.
Na de dood van koning Richard III en het einde van de Rozenoorlogen in 1485 kwam het huis Tudor op de troon. De nieuwe koning Hendrik VII liet Eduard als laatste mannelijke vertegenwoordiger van het huis York opsluiten in de Tower, maar verleende hem tegelijk de titel van graaf van Salisbury. In 1487 verspreidde zich het gerucht dat Eduard zou gestorven zijn, wat tegenstanders van de Tudors gebruikten om op hun beurt het gerucht te verspreiden dat Eduard erin geslaagd was om te ontsnappen. Om dat zogezegd te bewijzen, beweerden ze dat de jonge Lambert Simnel Eduard Plantagenet was. Hendrik VII presenteerde vervolgens de echte Eduard en de opstand van de Tudor-tegenstanders werd neergeslagen. Eduard bleef dan weer opgesloten in de Tower. 
In 1491 leidde het optreden van Perkin Warbeck, een bedrieger die de in 1483 verdwenen Richard van Shrewsbury beweerde te zijn, tot een nieuwe opstand tegen het Tudor-bewind. Nadat de rebellie in 1497 werd neergeslagen, kwam ook Warbeck in de Tower terecht, waar hij in aanraking kwam met Eduard. In november 1499 werden beiden geëxecuteerd; Eduard middels onthoofding, Warbeck door ophanging. De officiële reden was een ontsnappingspoging, waarbij een wachter om het leven was gekomen, maar vermoed wordt dat Hendrik vreesde dat Eduard zijn aanspraken op de Engelse troon zou laten gelden en hem daarom uit de weg wilde ruimen. Andere bronnen zeggen dan weer dat koning Ferdinand II van Aragon uitdrukkelijk op de executie van Eduard had aangedrongen, omdat hij geen zekerheid in de troonsopvolging zag zolang de graaf van Warwick in leven was en zijn dochter Catharina — verloofd met de Engelse troonopvolger Arthur Tudor — enkel naar een niet-bevochten koninkrijk wilde sturen.